# Aleja Gwiazd w Łodzi

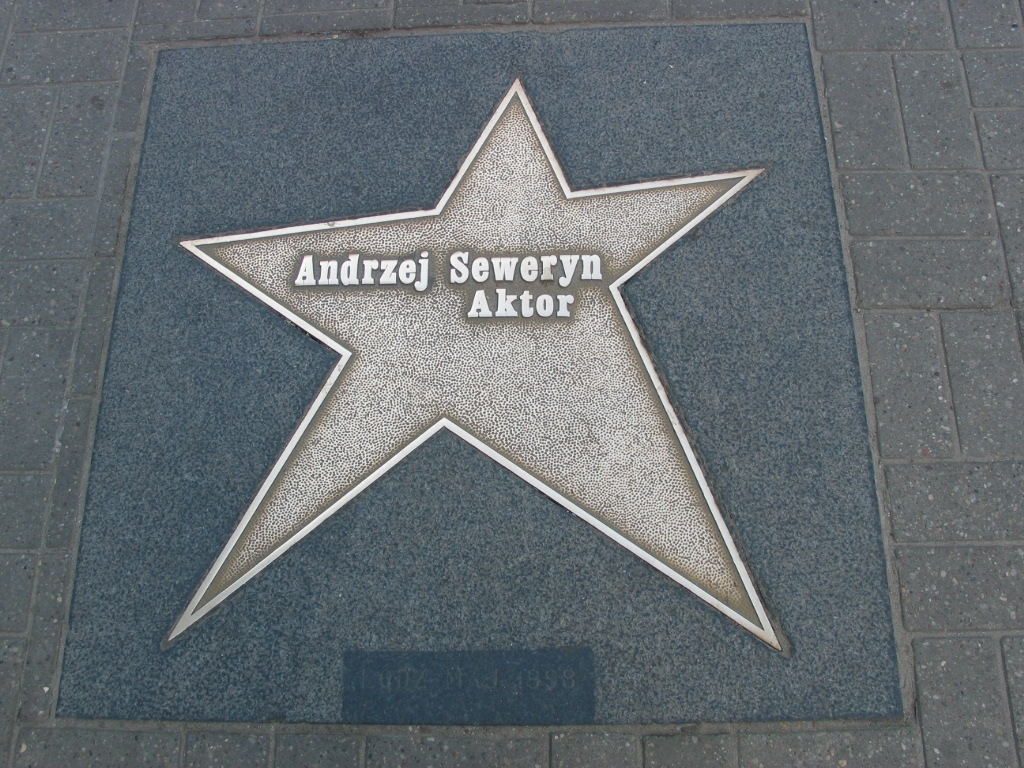
Pierwsza gwiazda – Andrzeja Seweryna – odsłonięta 28 maja 1998 r. (14 czerwca 2006)

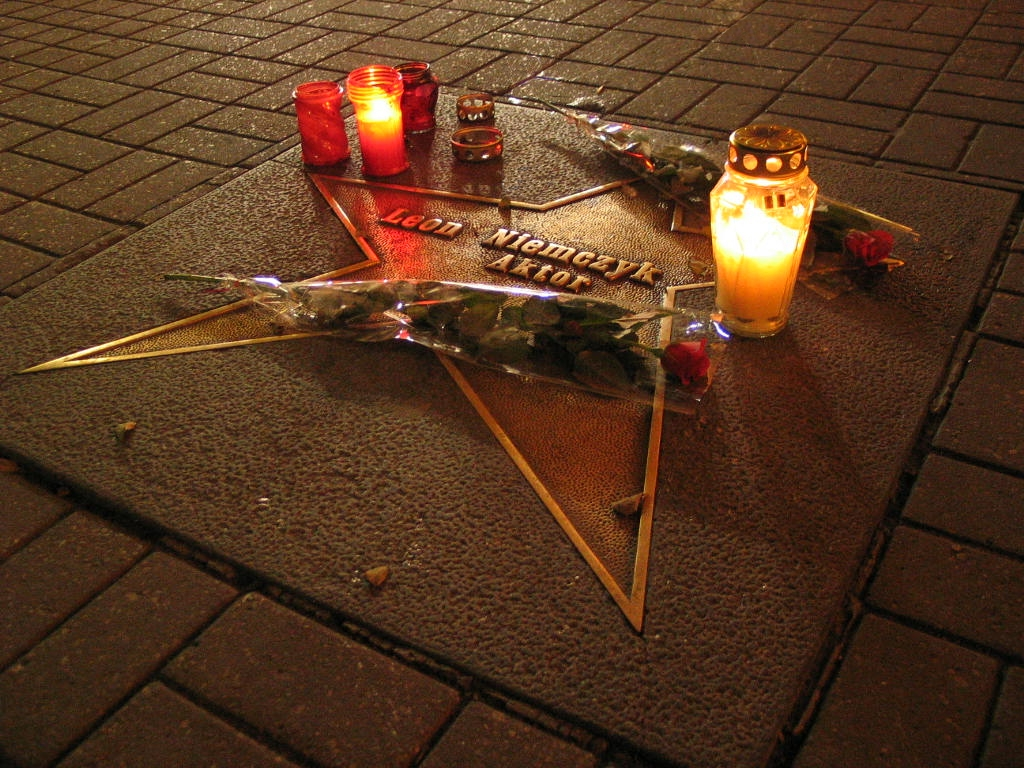
Gwiazda Leona Niemczyka w dzień po jego śmierci (30 listopada 2006)

Łódzka Aleja Gwiazd (ang. The Alley of Stars of the Lodz Walk of Fame) – łódzka odsłona pamiątkowej alei gwiazd, znajdująca się w centrum Łodzi, przy ulicy Piotrkowskiej, 
Cała aleja zawiera się pomiędzy ulicami 6 Sierpnia i gen. Romualda Traugutta a pasażem Artura Rubinsteina i ul. Stanisława Moniuszki. Po stronie parzystej (wschodniej) znajdują się gwiazdy reżyserów i operatorów, natomiast po stronie nieparzystej (zachodniej) – aktorów. 

## Historia i zasady
Na pomysł utworzenia alei, wzorowanej na hollywoodzkiej Walk of Fame, wpadł w 1996 Jan Machulski. Pierwsza mosiężna gwiazda – dla aktora Andrzeja Seweryna – została wmurowana 28 maja 1998. Projektantem gwiazdy jest Andrzej Pągowski. 
Decyzję o wmurowaniu kolejnej gwiazdy podejmuje kapituła złożona z łódzkich artystów i ludzi związanych z kulturą. Od 4 czerwca 2018 roku operatorem Łódzkiej Alei Gwiazd jest Narodowe Centrum Kultury Filmowej w Łodzi, w ramach projektu Łódź Miasto Filmu UNESCO.

## Osoby uhonorowane
- Witold Adamek – operator
- Jadwiga Andrzejewska – aktorka
- Jerzy Antczak – reżyser
- Tomasz Bagiński – reżyser i animator[4]
- Andrzej Barański – reżyser[5]
- Stanisław Bareja – reżyser
- Jerzy Bossak – reżyser
- Jacek Bromski – reżyser[6]
- Andrzej Chyra – aktor i reżyser[7]
- Zbigniew Cybulski – aktor
- Kinga Dębska – reżyserka i scenarzystka[8]
- Bożena Dykiel – aktorka[9]
- Anna Dymna – aktorka[10]
- Piotr Dzięcioł – producent filmowy[11]
- Paweł Edelman – operator[12]
- Feliks Falk – reżyser[13]
- Jacek Fedorowicz – satyryk i aktor[14]
- Katarzyna Figura – aktorka[15]
- Aleksander Fogiel – aktor
- Aleksander Ford – reżyser
- Janusz Gajos – aktor
- Sławomir Grünberg(inne języki) – amerykański dokumentalista polskiego pochodzenia[16]
- Wojciech Jerzy Has – reżyser
- Piotr Hertel – kompozytor
- Jerzy Hoffman – reżyser
- Agnieszka Holland – reżyser
- Gustaw Holoubek – aktor
- Krystyna Janda – aktorka
- Jadwiga Jankowska-Cieślak – aktorka[17]
- Stefan Jaracz – aktor
- Jan A.P. Kaczmarek – kompozytor[18]
- Ida Kamińska – aktorka i reżyserka[19]
- Kazimierz Karabasz – reżyser
- Jerzy Kawalerowicz – reżyser
- Krzysztof Kieślowski – reżyser
- Wojciech Kilar – kompozytor
- Henryk Kluba – reżyser
- Edward Kłosiński – operator
- Bogumił Kobiela – aktor
- Maja Komorowska – aktorka[20]
- Marek Kondrat – aktor
- Maria Kornatowska – krytyk filmowy
- Krzysztof Kowalewski – aktor
- Wojciech Król – operator
- Agata Kulesza – aktorka[21]
- Henryk Kuźniak – kompozytor
- Witold Leszczyński – reżyser
- Bolesław Lewicki – filmoznawca[22]
- Jerzy Lipman – operator
- Tadeusz Łomnicki – aktor
- Marcel Łoziński – reżyser, dokumentalista[23]
- Jan Machulski – aktor
- Juliusz Machulski – reżyser
- Janusz Majewski – reżyser
- Roman Mann – scenograf
- Piotr Marczewski – kompozytor, pianista, dyrygent[24]
- Wojciech Marczewski – reżyser[25]
- Janusz Morgenstern – reżyser
- Andrzej Munk – reżyser
- Pola Negri – aktorka
- Leon Niemczyk – aktor
- Daniel Olbrychski – aktor
- Cezary Pazura – aktor
- Andrzej Pągowski – artysta grafik[26]
- Franciszek Pieczka – aktor
- Roman Polański – reżyser
- Barbara Połomska – aktorka[27]
- Andrzej Przedworski – scenograf
- Wojciech Pszoniak – aktor
- Włodzimierz Puchalski – reżyser
- Anatol Radzinowicz – scenograf
- Stanisław Różewicz – reżyser
- Artur Rubinstein – pianista[22]
- Zbigniew Rybczyński – reżyser
- Jan Rybkowski – reżyser
- Zygmunt Samosiuk – operator
- Andrzej Seweryn – aktor
- Jerzy Skolimowski – reżyser, scenarzysta, aktor, producent[c][28]
- Piotr Sobociński – operator
- Witold Sobociński – operator
- Bogusław Sochnacki – aktor
- Władysław Starewicz – pionier filmu animowanego
- Allan Starski – scenograf[29]
- Jerzy Stuhr – aktor i reżyser[15]
- Danuta Szaflarska – aktorka
- Michał Szewczyk – aktor[27]
- Zdzisław Szostak – kompozytor i dyrygent[30]
- Jerzy Toeplitz – twórca Łódzkiej Szkoły Filmowej
- Beata Tyszkiewicz – aktorka
- Michał Urbaniak – kompozytor i muzyk jazzowy[31]
- Andrzej Wajda – reżyser
- Mariusz Wilczyński – reżyser animacji[32]
- Stanisław Wohl – operator
- Jerzy Wójcik – operator
- Tadeusz Wybult – scenograf
- Zbigniew Zamachowski – aktor
- Krzysztof Zanussi – reżyser
- Zbigniew Zapasiewicz – aktor
- Wanda Zeman – montażystka[33]
- Lidia Zonn-Karabasz – montażystka[34]
- Andrzej Żuławski – reżyser[35].

Źródła listy (stan na 22 marca 2012).

## Wyróżnienia zbiorowe
- Bracia Warner[d] – producenci filmowi[40]
- Stowarzyszenie Filmowców Polskich[41]
- Szkoła Filmowa w Łodzi[42]
- Twórcy filmu Ida[43]
- Wytwórnia Filmów Oświatowych[44]